# Morten Eisner
Morten Eisner (* 13. Juni 1954 in Frederiksberg) ist ein dänischer Schauspieler.

## Leben
Morten Eisner wuchs als jüngerer Sohn des Künstlers Ib Eisner in Frederiksberg auf. Sein Bruder ist der Künstler Jeppe Eisner (* 1952).
Nach seinem Schulabschluss absolvierte er von 1971 bis 1975 seine Schauspielausbildung an der Schauspielschule des Aarhus Teater, wo er als Darsteller auch sein Bühnendebüt hatte und dort anschließend bis zum Jahr 1986 als festes Ensemblemitglied engagiert war. Danach war er bis 1995 am Folketeatret und anschließend bis 1999 im Vergnügungspark Tivoli engagiert. Als Bühnendarsteller wirkte er in zahlreichen Theaterstücken wie in Hamlet oder in Faust. Eine Tragödie und in Musicals wie Die Olsenbande und das russische Juwel mit, wo er die Rolle des Kommissar Jensen spielte. Er stand auch am Königlichen Theater Kopenhagen, am Odense Teater, am Theater Helsingør oder am Betty-Nansen-Theater auf der Bühne. Seit 1974 hat Eisner als Schauspieler vor der Kamera in bislang mehr als 40 Film-und-Fernsehproduktionen mitgewirkt. Er ist auch als Synchronsprecher für Zeichentrickfilme aktiv, wie beispielsweise für Angela Anaconda. Darüber hinaus war Eisner auch einige Jahre lang als Krankenhaus-Clown im Rigshospitalet tätig und wirkte im dänischen Fernsehen in einigen Werbespots mit, wie beispielsweise für Volkswagen.
Morten Eisner ist geschieden und Vater einer erwachsenen Tochter und eines Sohnes. Er lebt in Kopenhagen.

## Filmografie (Auswahl)
- 1977: Thelma und Irene
- 1981: Das himmlische Dänemark
- 1982: Familie Krahne (Fernsehserie)
- 1986: Kometen
- 1994: Hospital der Geister (Fernsehserie)
- 1996: Belma
- 1999: Im Sog der Angst
- 1999: Taxa (Fernsehserie, 1 Folge)
- 2002: Hotellet (Fernsehserie, 3 Folgen)
- 2005: Anklage
- 2009: Kommissarin Lund – Das Verbrechen (Fernsehserie, 1 Folge)
- 2014: Zweite Chance
- 2019: Uffe
- 2019: Pleaser